# Municipio de Millstone (Nueva Jersey)
El municipio de Millstone (en inglés: Millstone Township) es un municipio ubicado en el condado de Monmouth en el estado estadounidense de Nueva Jersey. En el año 2010 tenía una población de 10,566 habitantes y una densidad poblacional de 109.7 personas por km².

## Geografía
El municipio de Millstone se encuentra ubicado en las coordenadas 40°12′34″N 74°26′15″O / 40.20944, -74.43750.

## Demografía
Según la Oficina del Censo en 2000 los ingresos medios por hogar en el municipio eran de $104,561 y los ingresos medios por familia eran $106,116. Los hombres tenían unos ingresos medios de $74,333 frente a los $50,036 para las mujeres. La renta per cápita para la localidad era de $58,285. Alrededor del 4.9% de la población estaba por debajo del umbral de pobreza.